# Copris amabilis
Copris amabilis är en skalbaggsart som beskrevs av Hermann Julius Kolbe 1914. Copris amabilis ingår i släktet Copris och familjen bladhorningar. Inga underarter finns listade i Catalogue of Life.